# Пьоленк
Пьоле́нк (фр. Piolenc, окс. Puegoulen) — коммуна во французском департаменте Воклюз региона Прованс — Альпы — Лазурный Берег. Относится к кантону Оранж-Уэст. 

## Географическое положение

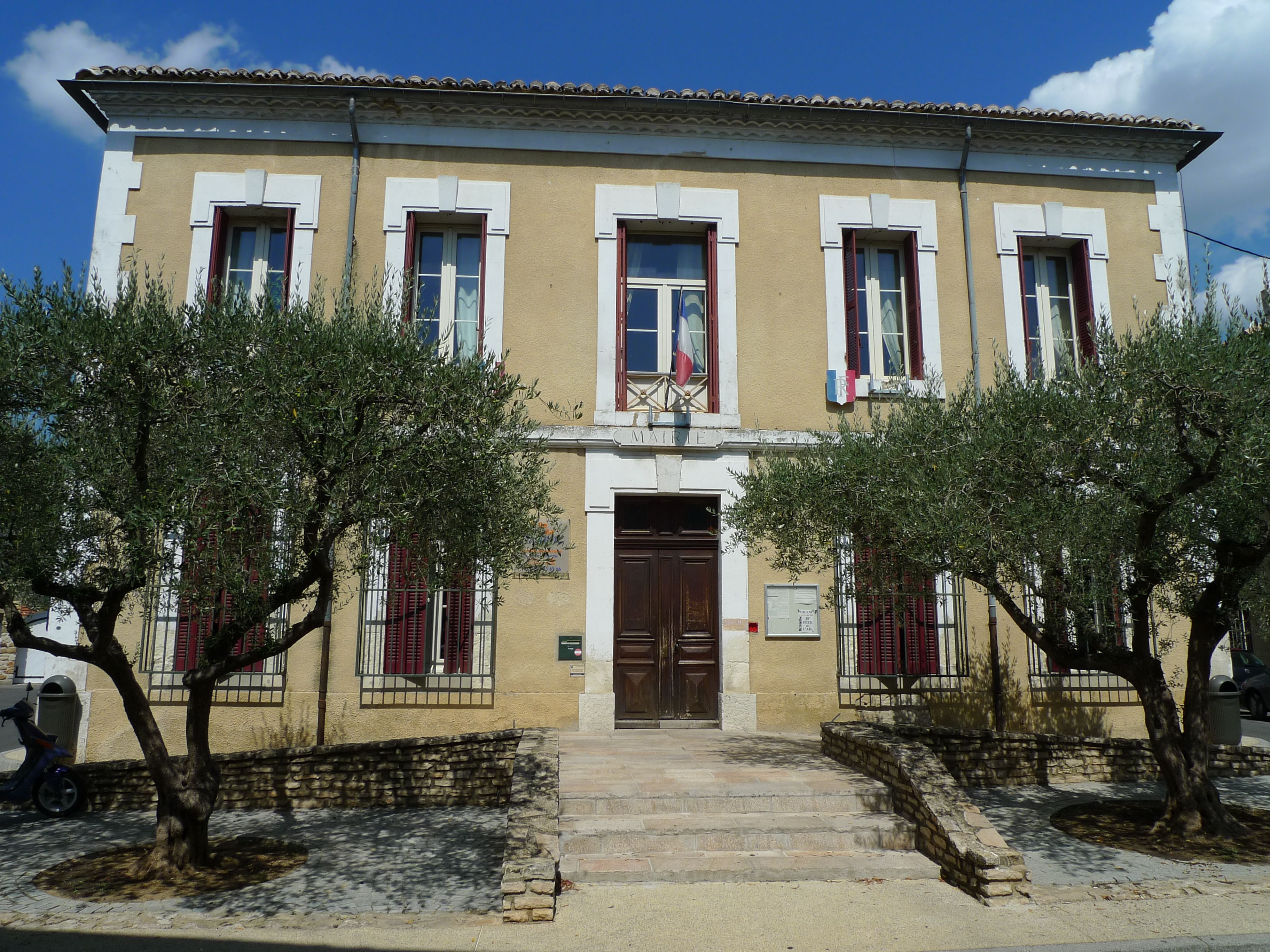
Мэрия Пьоленка.

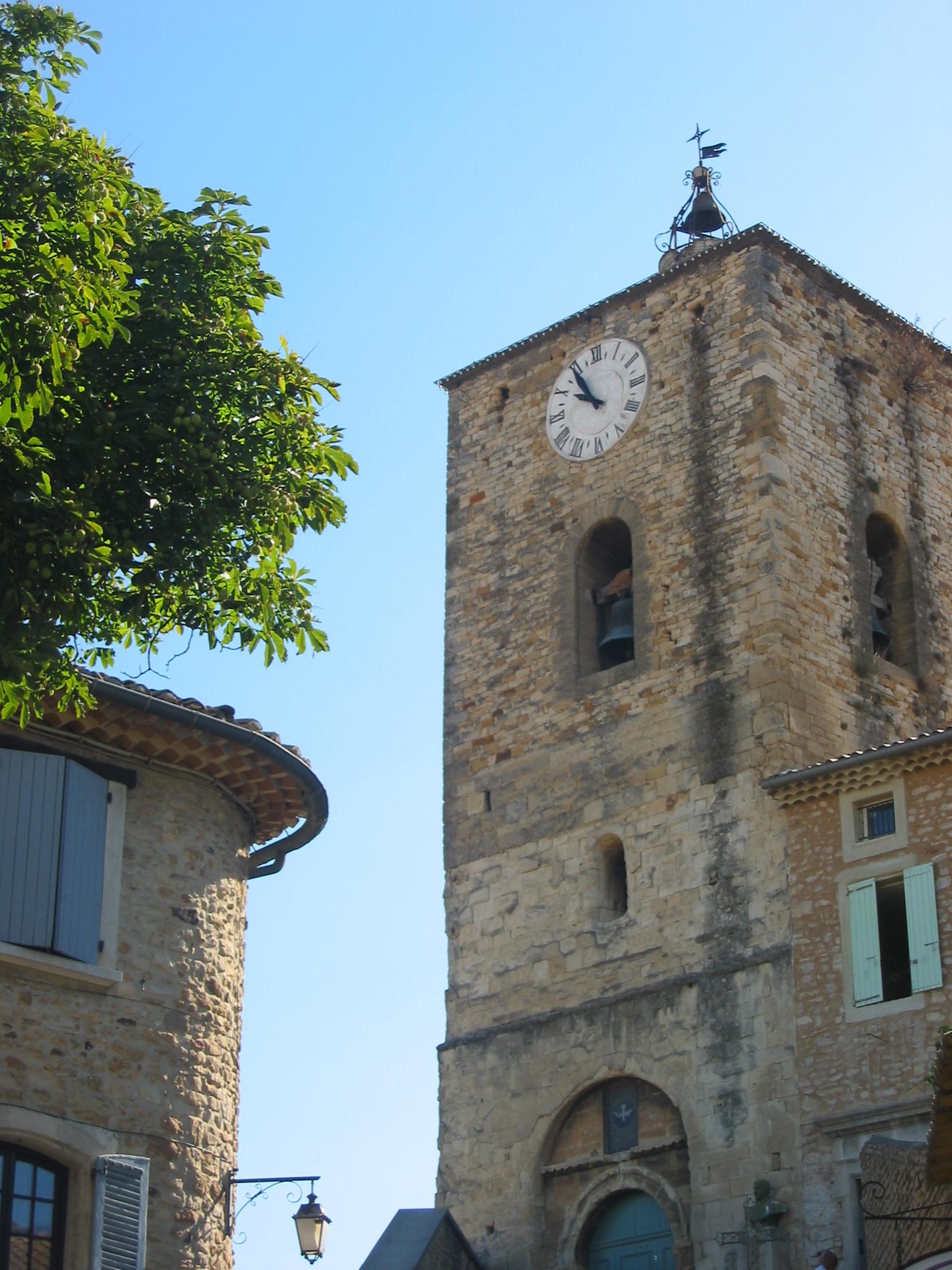
Церковь Сен-Пьер.

Пьоленк расположен в 26 км к северу от Авиньона. Соседние коммуны: Юшо на северо-востоке, Сериньян-дю-Конта и Камаре-сюр-Эг на востоке, Оранж на юго-востоке, Сент-Этьенн-де-Сор на западе, Морнас на северо-западе.

## Демография
Население коммуны на 2010 год составляло 5006 человек.
| 1962 | 1968 | 1975 | 1982 | 1990 | 1999 | 2010 |
| ---- | ---- | ---- | ---- | ---- | ---- | ---- |
| 1868 | 2184 | 2594 | 3259 | 3830 | 4308 | 5006 |

## Достопримечательности
- Церковь Сен-Пьер, XI век
- Часовня белых пенитенциаров
- Замок де Бошен
- Замок де Крошан

## Известные уроженцы
- Андре-Филипп Корсен (фр. André-Philippe Corsin; 1773—1854) — генерал наполеоновской армии.
- Жан-Луи Трентиньян (фр. Jean-Louis Trintignant; 1930—2022) — французский актёр, режиссёр и сценарист.